# Ge-be-on-e-quet Lake
Der Ge-be-on-e-quet Lake (auch Ge-Be-On-Equat Lake) ist ein kleinerer See im Norden von Minnesota.
Er befindet sich im St. Louis County nahe der kanadischen Grenze.
Der grob kreuzförmige See hat eine Fläche von 2,67 km² und ist bis zu 16,8 m tief. Er wird über Ge-be-on-e-quet Creek und Pocket Creek in den Lac la Croix entwässert. Wichtigster Zufluss ist der Hag Creek, der in die südwestliche Bucht des Sees mündet, daneben gibt es Zuflüsse von den benachbarten Seen Charm Lake und Green Lake. Im Ge-be-on-e-quet Lake befinden sich einige sehr kleine, namenlose Inselchen.

## Ökologie
Durch seine Lage in der Boundary Waters Canoe Area Wilderness, einer besonders geschützten Wilderness Area ist der Ge-be-on-e-quet Lake von menschlichen Einflüssen weitgehend unberührt. Kanuwanderer können den See über Portagen erreichen.
Der See wird regelmäßig vom Minnesota Department of Natural Resources überprüft. Bei einer Fischerhebung durch Stellnetze im Juni 2009 wurden sechs Arten erfasst: Heringsmaräne (Coregonus clupeaformis), Hecht (Esox lucius), Amerikanische Kleine Maräne (Coregonus artedi), Glasaugenbarsch (Sander vitreus), Amerikanischer Flussbarsch (Perca flavescens) und die Saugkarpfenart Catostomus commersonii. Schwarzbarsche (Micropterus dolomieu) gingen 2009 nicht in die Netze, wurden aber bei anderen Untersuchungen nachgewiesen.
Fischwanderungen aus dem tiefer gelegenen Lac La Croix werden durch Stromschnellen am einzigen Seeabfluss verhindert.